# 日本製鋼所
株式會社日本製鋼所（Kabushiki Kaisha Nihon Seikōsho），是一家生產鋼鐵加工品及工業用機械的日本企業，屬三井集團旗下公司。

## 概要
20世紀初，時任代議士的實業家井上角五郎認為製鐵工業是現代化的基礎；他想利用自己於鐵道國有化所得之收入，在北海道開設鋼鐵事業，以加速日本的現代化。其創業計畫獲得了伊藤博文及松方正義兩位元老的支持與協助。
另一方面，大日本帝國海軍在日俄戰爭後，希望增強日本自製現代兵器的能力。吳鎮守府的山內萬壽治中將也參與了日本製鋼所的設立。山內中將介紹英國的阿姆斯特朗-惠特沃斯、維克斯有限公司兩間軍工企業，與井上擔任執行董事的北海道炭礦汽船株式會社共同合作。1907年三間企業合資，在北海道室蘭市創立了日本製鋼所。

## 歷史
- 1907年，日本製鋼所於北海道創立。
- 1915年，總部遷移至東京。
- 1918年，室蘭工業所完成了日本第一個自製的航空器引擎室0號（日语：室0号）。
- 1950年，受企業再建整備法（日语：企業再建整備法）影響，原日本製鋼所解散；同年12月重組。
- 1960年，總部遷至日比谷三井大廈（日语：日比谷三井ビルディング）。
- 2000年，開始風力發電相關設備的研發與生產。
- 2007年，總部遷至Gate City大崎（日语：ゲートシティ大崎）。

## 產品

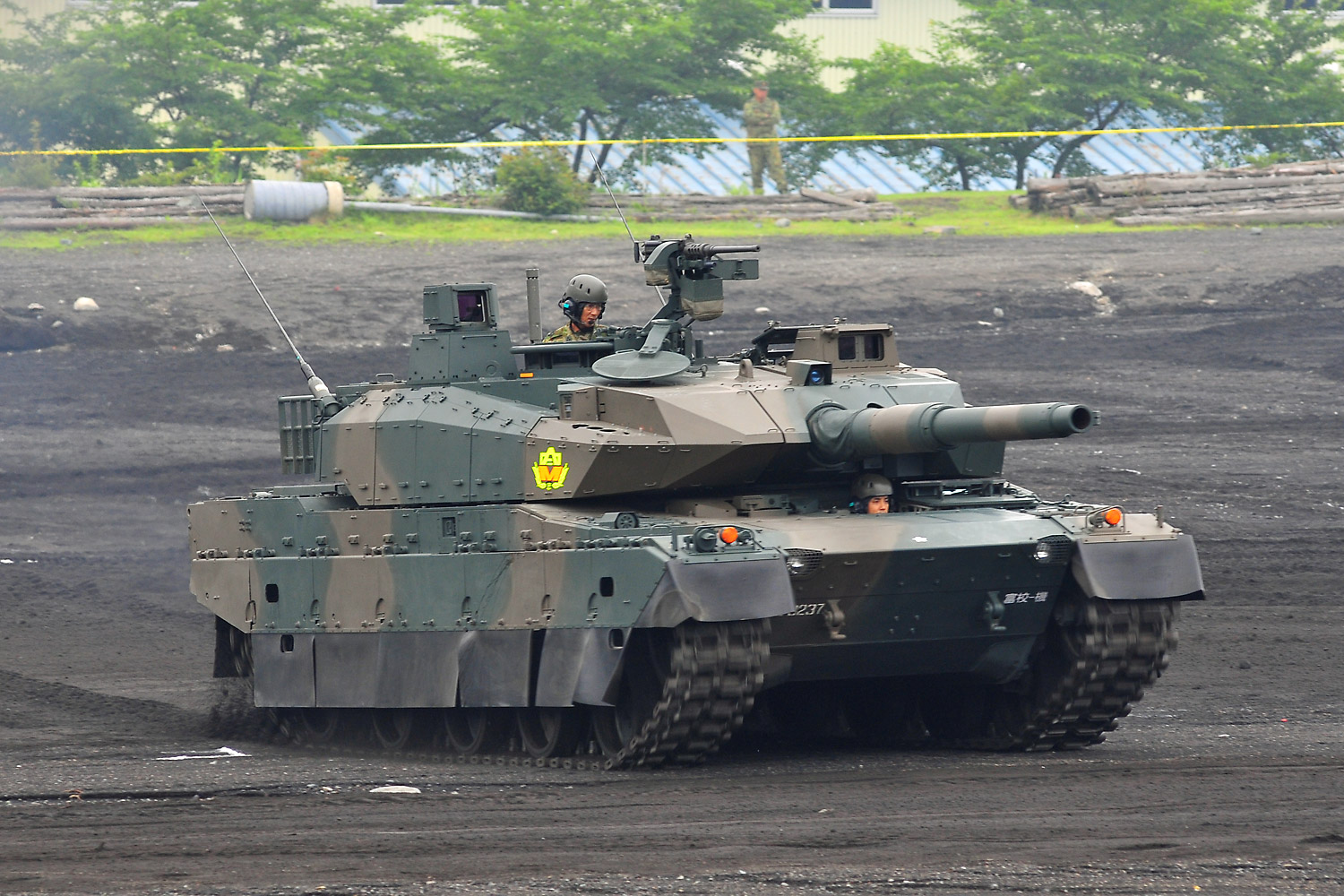
10式戰車

- 大日本帝國陸軍
  - 試製41糎榴彈砲（日语：試製四十一糎榴弾砲）
- 大日本帝國海軍
  - 陸奧號戰艦的45倍徑41cm連裝砲
- 陸上自衛隊
  - FH70（英语：FH70）榴彈砲[註 1]
  - 99式155公厘自走榴彈砲
  - 10式戰車的44倍徑120mm滑膛砲

## 企業據點

### 國內
日本製鋼所在國內有下列主要據點：
- 本社（東京都品川區）
- 製作所
  - 室蘭製作所（北海道室蘭市）
  - 廣島製作所（廣島縣廣島市）
  - 橫濱製作所（神奈川縣橫濱市）
- 支店
  - 關西支店（大阪府大阪市）
  - 九州支店（福岡縣春日市）
  - 名古屋支店（愛知縣名古屋市）
  - 中國支店（廣島縣廣島市）

### 海外
日本製鋼所於歐洲、北美、亞洲的二十個城市設有據點或辦公室。

### 書籍文獻
- 奈倉文二. . 日本經濟評論社. 1998年. ISBN 978-4818809703.
- 日本製鋼所社史編纂委員會. . 株式會社日本製鋼所. 2008年.

### 網路來源
1. ↑  . The Japan Steel Works, LTD.   [2016-07-05]. （原始内容存档于2016-07-04）.
2. ↑  . The Japan Steel Works, LTD.   [2016-07-05]. （原始内容存档于2016-06-22）.

## 外部連結
- 日本製鋼所 （页面存档备份，存于）